# KK Karpoš Sokoli
Le KK Karpoš Sokoli est un club macédonien de basket-ball basé dans la ville de Skopje.

## Palmarès
- Coupe de Macédoine : 2017
- Finaliste du Championnat de Macédoine : 2017

## Joueurs célèbres ou marquants
| - Darko Sokolov - Bojan Trajkovski - Dime Tasovski | - Dragan Labović - Kendrick Perry - Ryan Richards |